# Claudio Buezas
Claudio Buezas (Buenos Aires, 27 giugno 1976) è un ex rugbista a 15 e allenatore di rugby a 15 argentino.

## Biografia
Buezas crebbe nelle giovanili del Patoruzú, club di Trelew in Patagonia, con il quale esordì anche in prima squadra nel proprio campionato provinciale; a 21 anni, nel 1997, tornò a Buenos Aires ed entrò nell'Hindú in cui militò, salvo una parentesi neozelandese nel 2003 all'Otorohanga.
Con l'Hindú si aggiudicò un campionato dell'Unión de Rugby de Buenos Aires e tre Nacional de Clubes, l'ultimo dei quali, nella sua ultima stagione al club, con un suo significativo apporto nel punteggio in finale (una meta).
Nel 2006 si trasferì in Italia all'Amatori Catania, di cui nella stagione successiva divenne capitano; dopo la retrocessione del club, messi da parte i propositi di ritiro, tornò in Argentina al Patoruzú, di cui divenne giocatore-allenatore; nel 2011 si ritirò definitivamente dall'attività agonistica.

## Palmarès
- Campionati URBA: 1
1998
- Nacional de Clubes: 3
2001, 2003, 2005